# Эксперимент сонтаранца
Эксперимент сонтаранца (англ. The Sontaran Experiment) — третья серия двенадцатого сезона британского научно-фантастического телесериала «Доктор Кто», состоящая из двух эпизодов, которые были показаны в период с 22 февраля по 1 марта 1975 года.

## Сюжет
После событий на станции Нерва путешественники телепортируются с неё на Землю, предположительно необитаемую. Доктор начинает ремонт телепорта, а Сара и Гарри отправляются гулять по округе. Гарри падает с обрыва, и Сара зовет на помощь Доктора, но не может его найти.
Сара сталкивается с истощенным астронавтом Ротом, который рассказывает, что его пытал инопланетянин, живущий в горах вместе с его роботом. Он доводит Сару до лагеря астронавтов, но отказывается туда идти, подозревая Варала в сговоре с пришельцем.
Тем временем Доктора ловят три астронавта. Они считают Нерву легендой и рассказывают, что они прилетели сюда по сигналу бедствия, но их корабль исчез, их осталось только девять, и вскоре их друзья начали пропадать по одному, в чем они обвиняют Доктора. Появляется Рот, и астронавты гонятся за ним, а Сара тем временем помогает Доктору сбежать. Вскоре они встречают оторвавшегося от погони Рота. Доктор падает с того же обрыва, а робот ловит Рота и Сару и приводит их в лагерь пришельца, которым оказывается майор Стайр из сонтаранского Департамента Военной Оценки, который ставил эксперименты и убивал астронавтов. Он убивает Рота при попытке бежать.
Стайр связывается с Маршалом, который с нетерпением ждет рапорта разведки, без которого невозможно вторжение на Землю, но Стайр сообщает, что задержался с экспериментами.
Стайр наводит на Сару множество страшных галлюцинаций. Доктор срывает гипноустройство с её головы, но она падает без сознания. Доктор в ярости нападает на Стайра, но тот отбивается и стреляет в него. Доктор падает без сознания и Стайр, считая, что убил его, уходит.
Робот ловит оставшихся астронавтов, и оказывается, что Варал был в сговоре со Стайром в обмен на свою жизнь. Тем не менее, Стайр решает все равно провести эксперимент над ним. Доктор уничтожает робота и вынуждает Стайра пойти на ближний бой. Тем временем Сара и Гарри освобождают астронавтов, после чего Гарри вытаскивает важную деталь корабля сонтаранца. Варал ценой собственной жизни спасает Доктора, и Стайр, израсходовав энергию, отправляется на корабль для перезарядки, но из-за саботажа Гарри погибает.
Доктор сообщает Маршалу, что миссия Стайра провалена, а планы вторжения у них в руках. Вторжение отменено, и все трое телепортируются на Нерву, по крайней мере они так считают…

## Трансляции и отзывы
| Эпизод            | Дата показа     | Продолжительность | Телезрители (в миллионах) |
| ----------------- | --------------- | ----------------- | ------------------------- |
| «Часть 1»         | 22 февраля 1975 | 24:27             | 11,0                      |
| «Часть 2»         | 1 марта 1975    | 25:00             | 10,5                      |
| [ 1 ] [ 2 ] [ 3 ] |                 |                   |                           |